# Municipio de Standing Stone
El municipio de Standing Stone (en inglés: Standing Stone Township) es un municipio ubicado en el condado de Bradford en el estado estadounidense de Pensilvania. En el año 2000 tenía una población de 596 habitantes y una densidad poblacional de 14,5 personas por km².

## Geografía
El municipio de Standing Stone se encuentra ubicado en las coordenadas 41°44′30″N 76°21′59″O / 41.74167, -76.36639.

## Demografía
Según la Oficina del Censo en 2000 los ingresos medios por hogar en la localidad eran de $42 000 y los ingresos medios por familia eran $44 196. Los hombres tenían unos ingresos medios de $33 333 frente a los $20 375 para las mujeres. La renta per cápita para la localidad era de $15 456. Alrededor del 3,5 % de la población estaban por debajo del umbral de pobreza.